# 馬拉維LGBT權益
馬拉維的LGBT人士（女同性戀、男同性戀、雙性戀和跨性別）面臨着非LGBT居民不會經歷的的法律挑戰。
馬拉維《刑事法典》禁止「違反自然秩序的性交」、企圖實施「違反自然秩序的性交」以及「嚴重猥褻」的行為。 然而，2012年11月，喬伊斯·班達總統暫停了所有將同性性行為定為犯罪的法律。 2014年7月，司法部長宣布馬拉維不再對同性性行為作出逮捕，並將審閱其反同性戀法律。
2009年12月下旬，一名跨性別女性Tiwonge Chimbalanga和一名男性Steven Monjeza在舉辦傳統的訂婚派對後被捕。2010年5月18日，他們被裁定犯有「違背自然的罪行」及「男性之間的不雅行為」。2010 年 5 月 29 日，時任總統賓古·瓦·穆塔里卡赦免了兩人。
2021年6月26日，由尼亞薩彩虹聯盟組織的該國首次驕傲遊行在利隆圭舉行，50多名與會者向該市官員遞交了一份請願書，要求婚姻平權，以及令LGBT群體更容易享受到醫療保健服務。

## LGBT政策簡表
| 同性性行为合法                                   | / （处罚：男性最高十四年徒刑，女性最高五年徒刑；很少执行，2012年起因存在争议被冻结） |
| 同意年龄相等                                     | （处罚：男性最高十四年徒刑，女性最高五年徒刑；很少执行，2012年起因存在争议被冻结）   |
| 仅在就业方面的反歧视法                           | 不                                                                                   |
| 商品和服务提供方面的反歧视法                     | 不                                                                                   |
| 所有其他领域的反歧视法（包括间接歧视、仇恨言论） | 不                                                                                   |
| 同性婚姻                                         | 不                                                                                   |
| 承认同性伴侣                                     | 不                                                                                   |
| 同性伴侣收养继子女                               | 不                                                                                   |
| 同性伴侣共同收养                                 | 不                                                                                   |
| 男同性恋者和女同性恋者被允许在军队中公开服役     | 不                                                                                   |
| 改变合法性别的权利                               | 当地法律禁止男子留长发。                                                             |
| 为女同性恋者提供试管婴儿服务                     | 不                                                                                   |
| 男同性恋伴侣的商业代孕                           | 不                                                                                   |
| 允许男男性行为者献血                             | 不                                                                                   |